# Швеция на зимних Олимпийских играх 1928

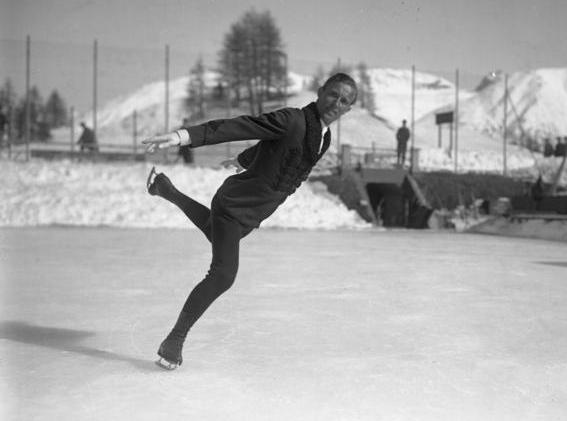
Олимпийский чемпион Гиллис Графстрём

Швеция принимала участие в Зимних Олимпийских играх 1928 года в Санкт-Морице (Швейцария) во второй раз за свою историю, и завоевала две золотые, две серебряные и одну бронзовую медали. 

## Золото
- Фигурное катание, мужчины — Гиллис Графстрём.
- Лыжные гонки, мужчины - Пер-Эрик Хедлунд.

## Серебро
- Хоккей, мужчины.
- Лыжные гонки, мужчины - Густав Юнссон.

## Бронза
- Лыжные гонки, мужчины - Вольгер Андерссон.